# Driffield and District League
Driffield & District League là một giải đấu bóng đá Anh, có tổng cộng 2 hạng đấu. Hạng đấu cao nhất, Premier Division, nằm ở cấp độ 13 của Hệ thống các giải bóng đá ở Anh và là giải đấu góp đội cho Humber Premier League.

## Các Câu lạc bộ mùa giải 2014–15
Premier Division
- Bridlington Excelsior
- Bridlington Rovers
- Flamborough
- Foresters Athletic
- Mermaid United Old Boys
- Stirling Wanderers

Division One
- Bay Horse Kilham
- Bridlington Sports Dự bị
- Bull & Sun Bridlington
- Burton Agnes Bluebell
- Driffield Star
- Flamborough Dự bị
- Foresters Athletic Dự bị
- Nafferton All Stars
- North Frodingham
- Northcote